# Mot (dieu)
Pour les articles homonymes, voir Mot (homonymie).

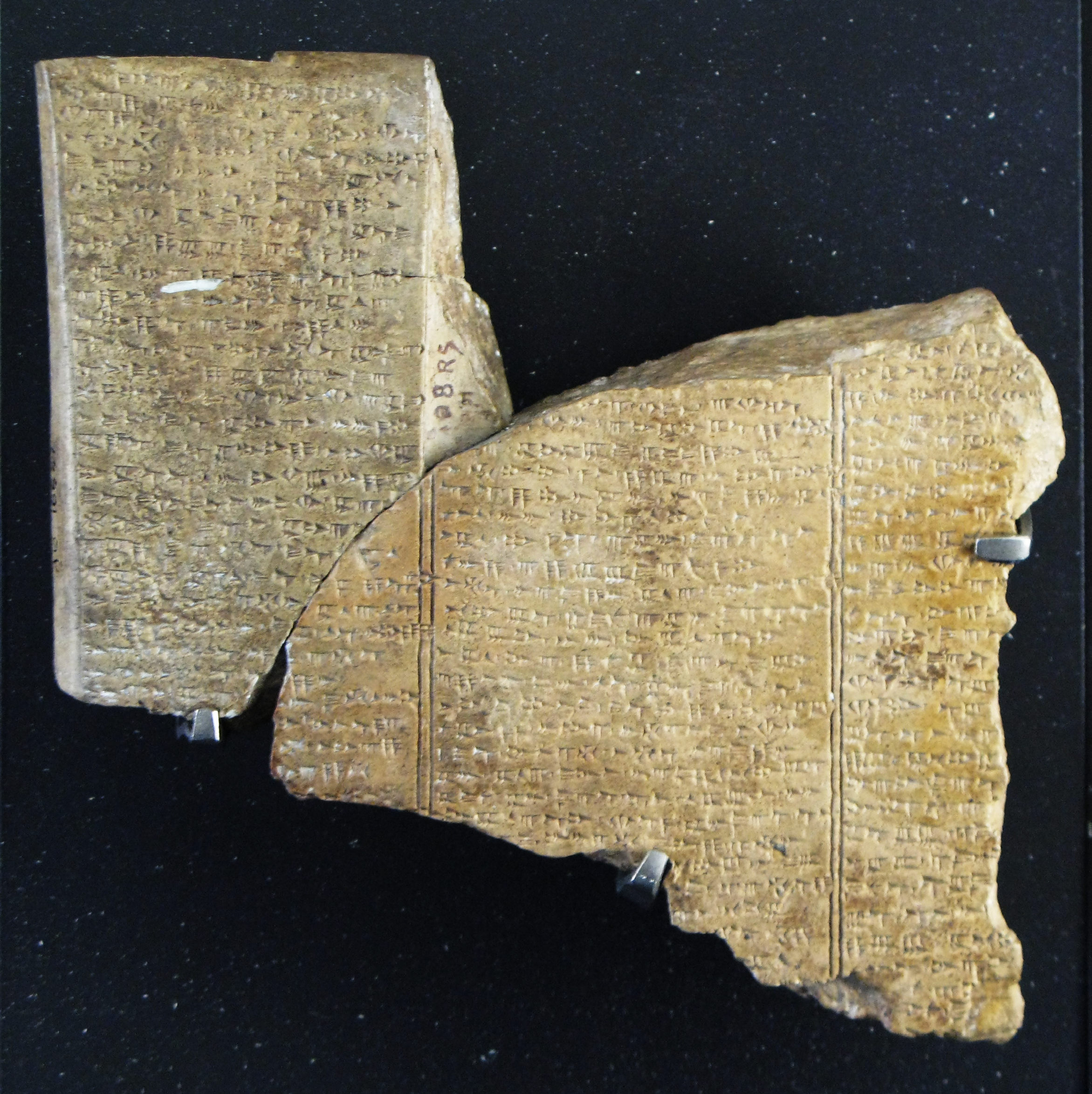
Tablette de la mort de Baal, Louvre

Mot ou Môt est le dieu de la mort dans la mythologie ougaritaine, et plus largement dans la Syrie antique. Son nom signifie littéralement « la mort ».
Dans la dernière partie du récit dit du « Cycle de Baal », il affronte le dieu-héros de l'histoire, le dieu de l'Orage Baal, à qui il conteste la souveraineté sur les dieux. Après un combat difficile, Mot finit par se soumettre à Baal.
Ce mythe montre Mot comme représentant la sécheresse qui frappe de manière récurrente les régions du Levant, alors que Baal est lui le dieu qui fait pleuvoir. Quand il est retenu aux Enfers, où réside Mot, la terre est d'ailleurs frappée de sécheresse, signe de la victoire (temporaire) de Mot.